# Грб Молдавске ССР
Грб Молдавске ССР је усвојен 10. фебруара 1941. године, од стране владе Молдавске ССР. Грб се базира на грбу Совјетског Савеза. Приказује симболе пољопривреде (пшеница, кукуруз, грожђе и детелина). У позадини се налази излазеће сунце, симбол будућности молдавске нације. На грбу се налазе и црвена звезда и срп и чекић, симболи комунизма. У склопу грба се налази и мото Совјетског Савеза „Пролетери свих земаља, уједините се!“ написан на молдавском и руском језику. У дну грба се налазе натпис „РССМ“ (молдавска скраћеница за "Молдавска Совјетска Социјалистичка Република").
Грб је био на снази до 3. новембра 1990, када је замењен данашњим грбом Молдавије.